# Associazione Calcio ChievoVerona 2016-2017
Questa voce raccoglie le informazioni riguardanti l'Associazione Calcio ChievoVerona nelle competizioni ufficiali della stagione 2016-2017.

## Stagione
Nella stagione 2016-2017 la compagine clivense è allenata da Rolando Maran per la terza stagione consecutiva. Il Chievo esordisce in campionato battendo l'Inter tra le mura casalinghe (2-0). Pur risultando la prima squadra a venire battuta in Serie A dalla matricola Crotone, la formazione scaligera disputa un soddisfacente girone d'andata chiudendolo con 25 punti.
Malgrado un calo nella fase di ritorno, in cui saranno 18 i punti conquistati, la salvezza viene raggiunta con sufficiente anticipo. La posizione finale è il quattordicesimo posto con 43 punti.

## Divise e sponsor
Lo sponsor tecnico è Givova, mentre quello ufficiale è Paluani, affiancato nel corso della stagione da altri marchi pubblicitari quali Midac Batteries e NOBIS Assicurazioni.
| Casa | Trasferta | Terza divisa |

## Organigramma societario
Area direttiva
- Presidente: Luca Campedelli
- Vice presidente: Michele Cordioli
- Direttore sportivo: Luca Nember
- Responsabile scouting: Giammario Specchia
- Team manager: Marco Pacione
- Amministrazione: Federica Oliboni, Maria Prearo, Elisabetta Lenotti
- Segreteria: Giulia Maragni
- Biglietteria: Matteo Testi

Area marketing
- Responsabile sicurezza stadio: Ferruccio Taroni
- Area Commerciale e Sponsorizzazioni: Simone Fiorini
- Consulente Marketing: Monica Foti
- Marketing operativo: Daniele Partelli, Alberto L'Espiscopo

Area organizzativa
- Segretario generale: Michele Sebastiani
- Segretario organizativo: Pasquale Paladino
- Travel manager: Patrizio Binazzi
- Merchandising: Giulia Maragni
- Relazioni con i tifosi: Enzo Ceriani
- Relazioni esterne: Massimiliano Rossi

Area comunicazione
- Responsabile comunicazione e media: Dino Guerini, Daniele Partelli

Area tecnica
- Allenatore: Rolando Maran
- Vice allenatore: Christian Maraner
- Preparatore atletici: Roberto de Bellis, Luigi Posenato
- Preparatore portieri: Lorenzo Squizzi
- Collaboratore tecnico: Andrea Tonelli
- Magazzinieri: Marco Castorani, Gianfranco Filippi
- Accompagnatore ufficiale: Rinaldo Danese

Area sanitaria
- Responsabile sanitario: Giuliano Corradini
- Medico Sociale: Carlo Segattini
- Massofisioterapisti: Antonio Agostini, Alfonso Casano, Alessandro Verzini
- Consulente Ortopedico: Claudio Zorzi
- Neurofisiologo: Aiace Rusciano

## Rosa
| N. |                        | Ruolo | Calciatore                   |
| -- | ---------------------- | ----- | ---------------------------- |
| 1  | Paesi Bassi (bandiera) | C     | Jonathan de Guzmán           |
| 2  | Argentina (bandiera)   | D     | Nicolás Spolli               |
| 3  | Italia (bandiera)      | D     | Dario Dainelli               |
| 4  | Italia (bandiera)      | C     | Nicola Rigoni                |
| 5  | Italia (bandiera)      | D     | Alessandro Gamberini         |
| 7  | Togo (bandiera)        | A     | Serge Gakpé                  |
| 8  | Serbia (bandiera)      | C     | Ivan Radovanović             |
| 9  | Italia (bandiera)      | A     | Andrea Isufaj                |
| 12 | Slovenia (bandiera)    | D     | Boštjan Cesar                |
| 13 | Argentina (bandiera)   | C     | Mariano Izco                 |
| 15 | Italia (bandiera)      | D     | Cesare Pogliano              |
| 16 | Italia (bandiera)      | D     | Edoardo Sbampato             |
| 17 | Ghana (bandiera)       | A     | Bismark Ngissah              |
| 18 | Italia (bandiera)      | D     | Massimo Gobbi                |
| 19 | Argentina (bandiera)   | C     | Lucas Castro                 |
| 20 | Italia (bandiera)      | D     | Gennaro Sardo                |
| 21 | Francia (bandiera)     | D     | Nicolas Frey (vice capitano) |
| 22 | Gambia (bandiera)      | C     | Yusupha Bobb                 |
| 22 | Italia (bandiera)      | P     | Filippo Pavoni               |
| 23 | Slovenia (bandiera)    | C     | Valter Birsa                 |
| 25 | Romania (bandiera)     | D     | Raul Opruț                   |

| N. |                      | Ruolo | Calciatore                   |
| -- | -------------------- | ----- | ---------------------------- |
| 27 | Italia (bandiera)    | A     | Vittorio Parigini            |
| 28 | Belgio (bandiera)    | C     | Samuel Bastien               |
| 29 | Italia (bandiera)    | D     | Fabrizio Cacciatore          |
| 31 | Italia (bandiera)    | A     | Sergio Pellissier (capitano) |
| 32 | Italia (bandiera)    | P     | Walter Bressan               |
| 36 | Italia (bandiera)    | D     | Filippo Costa                |
| 45 | Italia (bandiera)    | A     | Roberto Inglese              |
| 55 | Italia (bandiera)    | C     | Emanuel Vignato              |
| 56 | Finlandia (bandiera) | C     | Përparim Hetemaj             |
| 69 | Italia (bandiera)    | A     | Riccardo Meggiorini          |
| 70 | Italia (bandiera)    | P     | Stefano Sorrentino           |
| 77 | Italia (bandiera)    | C     | Michele Troiani              |
| 78 | Marocco (bandiera)   | C     | Mohamed Rabbas               |
| 80 | Belgio (bandiera)    | C     | Sofian Kiyine                |
| 83 | Italia (bandiera)    | A     | Antonio Floro Flores         |
| 90 | Italia (bandiera)    | P     | Andrea Seculin               |
| 95 | Gambia (bandiera)    | A     | Lamin Jallow                 |
| 96 | Italia (bandiera)    | C     | Filippo Damian               |
| 97 | Italia (bandiera)    | C     | Fabio Depaoli                |
| 98 | Italia (bandiera)    | D     | Simone Abbruzzetti           |

## Calciomercato

### Sessione estiva(dal 1º/7 al 31/8)
| Acquisti | Acquisti           | Acquisti       | Acquisti                         |
| R.       | Nome               | da             | Modalità                         |
| -------- | ------------------ | -------------- | -------------------------------- |
| P        | Ivan Provedel      | Modena         | fine prestito                    |
| P        | Stefano Sorrentino | Palermo        | svincolato                       |
| D        | Marco Calderoni    | Latina         | fine prestito                    |
| D        | Fabio Daprelà      | Carpi          | svincolato                       |
| D        | Nikola Dukic       | Partizan       | definitivo                       |
| D        | Raffaele Pucino    | Avellino       | fine prestito                    |
| D        | Matteo Solini      | Renate         | fine prestito                    |
| C        | Samuel Bastien     | Anderlecht     | definitivo                       |
| C        | Antonio Cinelli    | Cagliari       | svincolato                       |
| C        | Jonathan de Guzmán | Napoli         | prestito con diritto di riscatto |
| C        | Tomasz Kupisz      | Brescia        | fine prestito                    |
| C        | Dejan Lazarević    | Antalyaspor    | fine prestito                    |
| C        | Maodo Malick Mbaye | Latina         | fine prestito                    |
| C        | Isaac Ntow         | Renate         | fine prestito                    |
| C        | Alessio Sestu      | Virtus Entella | fine prestito                    |
| A        | Federico Alonzi    | Nuorese        | definitivo                       |
| A        | Victor Da Silva    | Istria 1961    | fine prestito                    |
| A        | Massimiliano Gatto | Pro Vercelli   | fine prestito                    |
| A        | Radoslav Kirilov   | Südtirol       | fine prestito                    |
| A        | Lorenzo Marchionni | Modena         | fine prestito                    |
| A        | Bismark Ngissah    | Arezzo         | fine prestito                    |
| A        | Vittorio Parigini  | Torino         | prestito                         |
| A        | Ali Sowe           | Lecce          | fine prestito                    |
| A        | Arthur Yamga       | Siena          | fine prestito                    |

| Cessioni | Cessioni           | Cessioni       | Cessioni                                          |
| R.       | Nome               | a              | Modalità                                          |
| -------- | ------------------ | -------------- | ------------------------------------------------- |
| P        | Albano Bizzarri    | Pescara        | svincolato                                        |
| P        | Matteo Brunelli    | Messina        | prestito                                          |
| P        | Ivan Provedel      | Pro Vercelli   | prestito con diritto di riscatto e controriscatto |
| D        | Marco Calderoni    | Novara         | prestito con diritto di riscatto                  |
| D        | Fabio Daprelà      | Bari           | definitivo                                        |
| D        | Federico Mattiello | Juventus       | fine prestito                                     |
| D        | Raffaele Pucino    | Vicenza        | prestito                                          |
| D        | Davide Savi        | Renate         | prestito                                          |
| D        | Matteo Solini      | Arezzo         | prestito                                          |
| C        | Luca Baldassini    | Messina        | prestito                                          |
| C        | Yusupha Bobb       | Taranto        | prestito                                          |
| C        | Antonio Cinelli    | Cesena         | prestito con obbligo di riscatto                  |
| C        | Filippo Damian     | Como           | prestito                                          |
| C        | Mario Gargiulo     | Lucchese       | prestito                                          |
| C        | Emanuele Gatto     | Santarcangelo  | prestito                                          |
| C        | Tomasz Kupisz      | Novara         | prestito con diritto di riscatto                  |
| C        | Dejan Lazarević    | Karabükspor    | prestito con diritto di riscatto                  |
| C        | Maodo Malick Mbaye | Carpi          | prestito con diritto di riscatto                  |
| C        | Nikola Ninković    | Genoa          | definitivo                                        |
| C        | Isaac Ntow         | Sambenedettese | definitivo                                        |
| C        | Simone Pepe        | Pescara        | svincolato                                        |
| C        | Giampiero Pinzi    | Brescia        | svincolato                                        |
| C        | Alessio Sestu      | Alessandria    | prestito                                          |
| A        | Federico Alonzi    | Santarcangelo  | prestito                                          |
| A        | Victor Da Silva    | Perugia        | prestito con diritto di riscatto e controriscatto |
| A        | Massimiliano Gatto | Pisa           | prestito con diritto di riscatto e controriscatto |
| A        | Radoslav Kirilov   | Beroe          | prestito con diritto di riscatto                  |
| A        | Mehdi Léris        | Juventus       | prestito con diritto di riscatto                  |
| A        | Lorenzo Marchionni | Pro Piacenza   | definitivo                                        |
| A        | Paul-José M'Poku   | Panathīnaïkos  | prestito con diritto di riscatto                  |
| A        | Arthur Yamga       | Arezzo         | prestito                                          |
| A        | Ali Sowe           | Prato          | prestito                                          |

### Sessione invernale(dal 3/1 al 31/1)
| Acquisti | Acquisti        | Acquisti | Acquisti                         |
| R.       | Nome            | da       | Modalità                         |
| -------- | --------------- | -------- | -------------------------------- |
| C        | Yusupha Bobb    | Taranto  | fine prestito                    |
| C        | Antonio Cinelli | Cesena   | fine prestito                    |
| A        | Victor Da Silva | Perugia  | fine prestito                    |
| A        | Serge Gakpé     | Genoa    | prestito con diritto di riscatto |
| A        | Ali Sowe        | Prato    | fine prestito                    |

| Cessioni | Cessioni             | Cessioni  | Cessioni                                          |
| R.       | Nome                 | a         | Modalità                                          |
| -------- | -------------------- | --------- | ------------------------------------------------- |
| D        | Filippo Costa        | SPAL      | prestito                                          |
| C        | Yusupha Bobb         | Padova    | prestito                                          |
| C        | Antonio Cinelli      | Novara    | prestito                                          |
| A        | Victor Da Silva      | Lupa Roma | prestito                                          |
| A        | Antonio Floro Flores | Bari      | prestito                                          |
| A        | Lamin Jallow         | Trapani   | prestito con diritto di riscatto e controriscatto |
| A        | Vittorio Parigini    | Torino    | fine prestito                                     |
| A        | Ali Sowe             | Vibonese  | fine prestito                                     |

## Risultati

### Serie A

#### Girone di andata
| Arbitro: | Irrati (Pistoia) |

|                |           |  |
| Birsa 49’, 81’ | Marcatori |  |

| Arbitro: | Fabbri (Ravenna) |

|             |           |  |
| Sánchez 29’ | Marcatori |  |

| Arbitro: | Orsato (Schio) |

|               |           |             |
| Gamberini 52’ | Marcatori | 55’ de Vrij |

| Arbitro: | Pairetto (Nichelino) |

|            |           |                             |
| Zapata 25’ | Marcatori | 82’ Castro 90+5’ Cacciatore |

| Arbitro: | Giacomelli (Trieste) |

|                       |           |            |
| Rigoni 21’ Castro 41’ | Marcatori | 28’ Defrel |

| Arbitro: | Di Bello (Brindisi) |

|                           |           |  |
| Gabbiadini 24’ Hamšík 39’ | Marcatori |  |

| Arbitro: | Manganiello (Pinerolo) |

|  |           |                            |
|  | Marcatori | 76’ Meggiorini 85’ Inglese |

| Arbitro: | Rocchi (Firenze) |

|           |           |                                           |
| Birsa 76’ | Marcatori | 45’ Kucka 46’ Niang 90+4’ (aut.) Dainelli |

| Empoli 23 ottobre 2016, ore 15:00 CEST 9ª giornata | Empoli           | 0 – 0 referto | Chievo | Stadio Carlo Castellani (7 105 spett.)\| Arbitro: \| Maresca (Napoli) \| |
| Arbitro:                                           | Maresca (Napoli) |               |        |                                                                          |

| Arbitro: | Pasqua (Tivoli) |

|                  |           |            |
| Mbaye 70’ (aut.) | Marcatori | 52’ Pulgar |

| Arbitro: | Pairetto (Nichelino) |

|                                      |           |  |
| Trotta 45+3’ (rig.) Falcinelli 90+2’ | Marcatori |  |

| Arbitro: | Valeri (Roma) |

|                       |           |                          |
| Pellissier 66’ (rig.) | Marcatori | 53’ Mandžukić 75’ Pjanić |

| Arbitro: | Gavillucci (Latina) |

|           |           |  |
| Gobbi 53’ | Marcatori |  |

| Arbitro: | Chiffi (Padova) |

|                 |           |             |
| Falque 35’, 38’ | Marcatori | 85’ Inglese |

| Verona 5 dicembre 2016, ore 19:00 CET 15ª giornata | Chievo       | 0 – 0 referto | Genoa | Stadio Marcantonio Bentegodi (10 000 spett.)\| Arbitro: \| Russo (Nola) \| |
| Arbitro:                                           | Russo (Nola) |               |       |                                                                            |

| Arbitro: | Tagliavento (Terni) |

|  |           |                          |
|  | Marcatori | 14’ Birsa 49’ Pellissier |

| Arbitro: | Mariani (Aprilia) |

|                                     |           |              |
| Meggiorini 9’ Pellissier 42’ (rig.) | Marcatori | 90+4’ Schick |

| Arbitro: | Calvarese (Teramo) |

|                                           |           |               |
| El Shaarawy 45+1’ Džeko 52’ Perotti 90+3’ | Marcatori | 37’ de Guzmán |

| Arbitro: | La Penna (Roma) |

|                |           |                                     |
| Pellissier 62’ | Marcatori | 4’, 23’ Gómez 42’ Conti 69’ Freuler |

#### Girone di ritorno
| Arbitro: | Giacomelli (Trieste) |

|                                   |           |                |
| Icardi 69’ Perišić 86’ Éder 90+3’ | Marcatori | 34’ Pellissier |

| Arbitro: | Maresca (Napoli) |

|  |           |                                           |
|  | Marcatori | 18’ Tello 52’ (rig.) Babacar 90+4’ Chiesa |

| Arbitro: | Fabbri (Ravenna) |

|  |           |             |
|  | Marcatori | 90’ Inglese |

| Verona 5 febbraio 2017, ore 15:00 CET 23ª giornata | Chievo              | 0 – 0 referto | Udinese | Stadio Marcantonio Bentegodi (10 000 spett.)\| Arbitro: \| Aureliano (Bologna) \| |
| Arbitro:                                           | Aureliano (Bologna) |               |         |                                                                                   |

| Arbitro: | Pairetto (Nichelino) |

|           |           |                       |
| Matri 24’ | Marcatori | 39’, 56’, 67’ Inglese |

| Arbitro: | Irrati (Pistoia) |

|                |           |                                      |
| Meggiorini 72’ | Marcatori | 31’ Insigne 38’ Hamšík 58’ Zieliński |

| Arbitro: | Gavillucci (Latina) |

|                      |           |  |
| Birsa 12’ Castro 61’ | Marcatori |  |

| Arbitro: | Maresca (Napoli) |

|                                    |           |                      |
| Bacca 24’, 70’ Lapadula 82’ (rig.) | Marcatori | 42’ (rig.) de Guzmán |

| Arbitro: | Giacomelli (Trieste) |

|                                                |           |  |
| Inglese 22’ Pellissier 40’ Birsa 75’ Cesar 89’ | Marcatori |  |

| Arbitro: | Abisso (Palermo) |

|                                                |           |            |
| Verdi 61’ Džemaili 72’, 90’ Di Francesco 90+3’ | Marcatori | 40’ Castro |

| Arbitro: | Calvarese (Teramo) |

|                |           |                            |
| Pellissier 57’ | Marcatori | 51’ Ferrari 82’ Falcinelli |

| Arbitro: | Fabbri (Ravenna) |

|                  |           |  |
| Higuaín 23’, 84’ | Marcatori |  |

| Arbitro: | Manganiello (Pinerolo) |

|                                           |           |  |
| Borriello 11’ Sau 15’ João Pedro 40’, 90’ | Marcatori |  |

| Arbitro: | Mariani (Aprilia) |

|                |           |                                      |
| Pellissier 65’ | Marcatori | 52’ Ljajić 56’ Zappacosta 75’ Falque |

| Arbitro: | Pairetto (Nichelino) |

|            |           |                       |
| Pandev 43’ | Marcatori | 60’ Bastien 70’ Birsa |

| Arbitro: | Serra (Torino) |

|                       |           |               |
| Pellissier 67’ (rig.) | Marcatori | 88’ Goldaniga |

| Arbitro: | Maresca (Napoli) |

|                  |           |             |
| Quagliarella 11’ | Marcatori | 46’ Inglese |

| Arbitro: | Damato (Barletta) |

|                             |           |                                               |
| Castro 15’ Inglese 37’, 86’ | Marcatori | 28’, 58’ El Shaarawy 43’, 77’ Salah 83’ Džeko |

| Arbitro: | Celi (Bari) |

|           |           |  |
| Gómez 52’ | Marcatori |  |

### Turni preliminari
| Arbitro: | Maresca (Napoli) |

|                                          |           |  |
| Meggiorini 36’ Castro 64’ Pellissier 82’ | Marcatori |  |

| Arbitro: | Pinzani (Empoli) |

|                                   |           |  |
| Inglese 27’, 30’ (rig.) Cesar 49’ | Marcatori |  |

#### Fase finale
| Arbitro: | Celi (Bari) |

|                           |           |  |
| Bernardeschi 90+3’ (rig.) | Marcatori |  |

## Statistiche

### Statistiche di squadra
| Competizione | Punti | In casa | In casa | In casa | In casa | In casa | In casa | In trasferta | In trasferta | In trasferta | In trasferta | In trasferta | In trasferta | Totale | Totale | Totale | Totale | Totale | Totale | D.R. |
| Competizione | Punti | G       | V       | N       | P       | Gf      | Gs      | G            | V            | N            | P            | Gf           | Gs           | G      | V      | N      | P      | Gf     | Gs     | D.R. |
| ------------ | ----- | ------- | ------- | ------- | ------- | ------- | ------- | ------------ | ------------ | ------------ | ------------ | ------------ | ------------ | ------ | ------ | ------ | ------ | ------ | ------ | ---- |
| Serie A      | 43    | 19      | 6       | 5       | 8       | 25      | 30      | 19           | 6            | 2            | 11           | 18           | 31           | 38     | 12     | 7      | 19     | 43     | 61     | -18  |
| Coppa Italia | -     | 2       | 2       | 0       | 0       | 6       | 0       | 1            | 0            | 0            | 1            | 0            | 1            | 3      | 2      | 0      | 1      | 6      | 1      | +5   |
| Totale       | 43    | 21      | 8       | 5       | 8       | 31      | 30      | 20           | 6            | 2            | 12           | 18           | 32           | 41     | 14     | 7      | 20     | 49     | 62     | -13  |

### Andamento in campionato
| Giornata  | 1 | 2 | 3 | 4 | 5 | 6 | 7 | 8 | 9 | 10 | 11 | 12 | 13 | 14 | 15 | 16 | 17 | 18 | 19 | 20 | 21 | 22 | 23 | 24 | 25 | 26 | 27 | 28 | 29 | 30 | 31 | 32 | 33 | 34 | 35 | 36 | 37 | 38 |
| --------- | - | - | - | - | - | - | - | - | - | -- | -- | -- | -- | -- | -- | -- | -- | -- | -- | -- | -- | -- | -- | -- | -- | -- | -- | -- | -- | -- | -- | -- | -- | -- | -- | -- | -- | -- |
| Luogo     | C | T | C | T | C | T | T | C | T | C  | T  | C  | C  | T  | C  | T  | C  | T  | C  | T  | C  | T  | C  | T  | C  | C  | T  | C  | T  | C  | T  | T  | C  | T  | C  | T  | C  | T  |
| Risultato | V | P | N | V | V | P | V | P | N | N  | P  | P  | V  | P  | N  | V  | V  | P  | P  | P  | P  | V  | N  | V  | P  | V  | P  | V  | P  | P  | P  | P  | P  | V  | N  | N  | P  | P  |
| Posizione | 3 | 8 | 9 | 5 | 4 | 7 | 4 | 6 | 7 | 9  | 10 | 11 | 10 | 13 | 13 | 10 | 10 | 11 | 11 | 12 | 13 | 11 | 11 | 11 | 12 | 11 | 11 | 11 | 11 | 11 | 12 | 12 | 13 | 13 | 12 | 13 | 14 | 14 |

Fonte:  Serie A – Classifiche, su sport.sky.it, Sky Sport. URL consultato il 22 agosto 2016 (archiviato dall'url originale l'11 settembre 2014).
Legenda:

Luogo: C = Casa; T = Trasferta. Risultato: V = Vittoria; N = Pareggio; P = Sconfitta.

### Statistiche dei giocatori
Sono in corsivo i calciatori che hanno lasciato la società a stagione in corso.
| Giocatore       | Serie A  | Serie A | Serie A     | Serie A    | Coppa Italia | Coppa Italia | Coppa Italia | Coppa Italia | Totale   | Totale | Totale      | Totale     |
| Giocatore       | Presenze | Reti    | Ammonizioni | Espulsioni | Presenze     | Reti         | Ammonizioni  | Espulsioni   | Presenze | Reti   | Ammonizioni | Espulsioni |
| --------------- | -------- | ------- | ----------- | ---------- | ------------ | ------------ | ------------ | ------------ | -------- | ------ | ----------- | ---------- |
| S. Bastien      | 12       | 1       | 0           | 0          | 1            | 0            | 0            | 0            | 13       | 1      | 0           | 0          |
| V. Birsa        | 35       | 7       | 6           | 0          | 2            | 0            | 0            | 0            | 37       | 7      | 6           | 0          |
| Y. Bobb         | -        | -       | -           | -          | 0            | 0            | 0            | 0            | 0        | 0      | 0           | 0          |
| W. Bressan      | 0        | 0       | 0           | 0          | 0            | 0            | 0            | 0            | 0        | 0      | 0           | 0          |
| F. Cacciatore   | 29       | 1       | 7           | 1          | 2            | 0            | 0            | 0            | 31       | 1      | 7           | 1          |
| L. Castro       | 33       | 5       | 6           | 1          | 2            | 1            | 1            | 0            | 35       | 6      | 7           | 1          |
| B. Cesar        | 17       | 1       | 9           | 1          | 3            | 1            | 0            | 0            | 20       | 2      | 9           | 1          |
| A. Confente     | 0        | 0       | 0           | 0          | 0            | 0            | 0            | 0            | 0        | 0      | 0           | 0          |
| F. Costa        | 1        | 0       | 0           | 0          | 1            | 0            | 0            | 0            | 2        | 0      | 0           | 0          |
| D. Dainelli     | 26       | 0       | 8           | 0          | 1            | 0            | 0            | 0            | 27       | 0      | 8           | 0          |
| F. Damian       | -        | -       | -           | -          | 0            | 0            | 0            | 0            | 0        | 0      | 0           | 0          |
| J. de Guzmán    | 27       | 2       | 3           | 0          | 2            | 0            | 0            | 0            | 29       | 2      | 3           | 0          |
| F. Depaoli      | 6        | 0       | 2           | 1          | 1            | 0            | 0            | 0            | 7        | 0      | 2           | 1          |
| A. Floro Flores | 12       | 0       | 0           | 0          | 1            | 0            | 0            | 0            | 13       | 0      | 0           | 0          |
| N. Frey         | 15       | 0       | 2           | 0          | 2            | 0            | 0            | 0            | 17       | 0      | 2           | 0          |
| S. Gakpé        | 8        | 0       | 1           | 0          | -            | -            | -            | -            | 8        | 0      | 1           | 0          |
| A. Gamberini    | 20       | 1       | 1           | 0          | 1            | 0            | 0            | 0            | 21       | 1      | 1           | 0          |
| M. Gobbi        | 30       | 1       | 5           | 0          | 2            | 0            | 1            | 0            | 32       | 1      | 6           | 0          |
| P. Hetemaj      | 23       | 0       | 6           | 0          | 1            | 0            | 0            | 0            | 24       | 0      | 6           | 0          |
| R. Inglese      | 34       | 10      | 0           | 0          | 3            | 2            | 0            | 0            | 37       | 12     | 0           | 0          |
| A. Isufaj       | 0        | 0       | 0           | 0          | -            | -            | -            | -            | 0        | 0      | 0           | 0          |
| M. Izco         | 25       | 0       | 1           | 0          | 2            | 0            | 0            | 0            | 27       | 0      | 1           | 0          |
| L. Jallow       | 2        | 0       | 0           | 0          | 1            | 0            | 0            | 0            | 3        | 0      | 0           | 0          |
| S. Kiyine       | 7        | 0       | 1           | 0          | 1            | 0            | 0            | 0            | 8        | 0      | 1           | 0          |
| R. Meggiorini   | 27       | 3       | 6           | 0          | 2            | 1            | 0            | 0            | 29       | 4      | 6           | 0          |
| B. Ngissah      | 0        | 0       | 0           | 0          | -            | -            | -            | -            | 0        | 0      | 0           | 0          |
| R. Oprut        | 0        | 0       | 0           | 0          | -            | -            | -            | -            | 0        | 0      | 0           | 0          |
| V. Parigini     | 3        | 0       | 0           | 0          | 2            | 0            | 0            | 0            | 5        | 0      | 0           | 0          |
| F. Pavoni       | 0        | 0       | 0           | 0          | -            | -            | -            | -            | 0        | 0      | 0           | 0          |
| S. Pellissier   | 30       | 9       | 1           | 0          | 1            | 1            | 0            | 0            | 31       | 10     | 1           | 0          |
| C. Pogliano     | 0        | 0       | 0           | 0          | -            | -            | -            | -            | 0        | 0      | 0           | 0          |
| M. Rabbas       | 0        | 0       | 0           | 0          | -            | -            | -            | -            | 0        | 0      | 0           | 0          |
| I. Radovanović  | 35       | 0       | 9           | 0          | 2            | 0            | 1            | 1            | 37       | 0      | 10          | 1          |
| N. Rigoni       | 12       | 1       | 2           | 0          | 1            | 0            | 0            | 0            | 13       | 1      | 2           | 0          |
| G. Sardo        | 1        | 0       | 0           | 0          | 0            | 0            | 0            | 0            | 1        | 0      | 0           | 0          |
| E. Sbampato     | 0        | 0       | 0           | 0          | -            | -            | -            | -            | 0        | 0      | 0           | 0          |
| A. Seculin      | 4        | -9      | 0           | 0          | 1            | 0            | 0            | 0            | 5        | -9     | 0           | 0          |
| S. Sorrentino   | 34       | -52     | 1           | 0          | 2            | -1           | 1            | 0            | 36       | -53    | 2           | 0          |
| N. Spolli       | 21       | 0       | 8           | 0          | 2            | 0            | 0            | 0            | 23       | 0      | 8           | 0          |
| M. Troiani      | 0        | 0       | 0           | 0          | -            | -            | -            | -            | 0        | 0      | 0           | 0          |
| E. Vignato      | 2        | 0       | 0           | 0          | 0            | 0            | 0            | 0            | 2        | 0      | 0           | 0          |